# 神戸市立工業高等専門学校
神戸市立工業高等専門学校（こうべしりつこうぎょうこうとうせんもんがっこう、英: Kobe City College of Technology, KCCT）は、兵庫県神戸市にある日本の公立高等専門学校である。1963年設置。地方公共団体が直接運営する唯一の高等専門学校であったが、2023年4月1日より神戸市公立大学法人による設置・運営に移行した。略称は神戸高専。古くは神戸工専。
本科学生数1,192人、専攻科学生数54人、計1,246人、教員数96人（2022年4月1日現在）
。

## 沿革

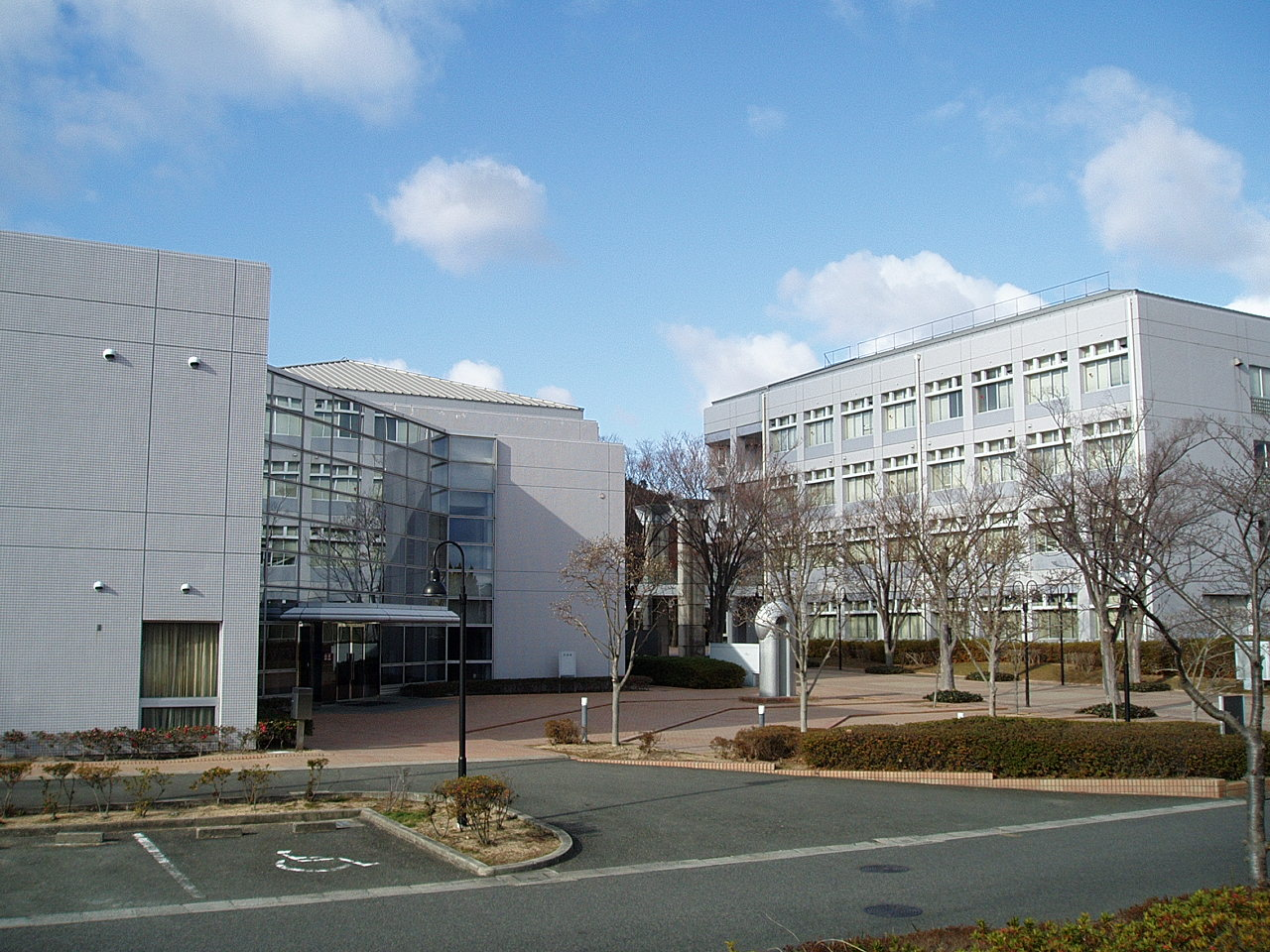
本部棟（左）と都市工学科棟（右）

- 1957年4月1日 - 神戸市立六甲工業高等学校を兵庫区吉田町（現・兵庫区吉田町1丁目5-1）に新設
- 1959年3月31日 - 垂水区舞子町（現・垂水区舞子台8丁目3-1）に移転
- 1963年4月1日 - 神戸市立六甲工業高等専門学校に改組・開校。機械工学科・電気工学科・土木工学科・工業化学科を設置
- 1966年4月1日 - 神戸市立工業高等専門学校に改称
- 1988年4月1日 - 電子工学科設置
- 1990年4月1日 - 西区学園東町8丁目3（学園都市）に移転、工業化学科を応用化学科に変更
- 1994年4月1日 - 土木工学科を都市工学科に変更
- 1998年4月1日 - 専攻科設置。電気電子工学専攻・応用化学専攻
- 2000年4月1日 - 専攻科機械システム工学専攻・都市工学専攻を設置
- 2008年4月1日 - 神戸高専生協営業開始
- 2023年4月1日 - 設置者を神戸市から神戸市公立大学法人[3]へ変更し、同法人による運営に移行

## 設置学科

### 本科（準学士課程）
- 機械工学科 (M)

機械工学科の学生は3年次終了時に本人の選択により次のいずれかのコースに分かれる。
- ロボティクス・デザインコース (MR)
- エネルギー・システムコース (ME)

- 電気工学科 (E)
- 電子工学科 (D)
- 応用化学科 (C)
- 都市工学科 (S)

### 専攻科（学士課程）
- 機械システム工学専攻 (AM)
- 電気電子工学専攻 (AED)
- 応用化学専攻 (AC)
- 都市工学専攻 (AS)

## 学校施設（学科関係）

### 教室
普通教室や特別教室がある。特別教室については下記を参照。特別教室にはLL教室・第1/第2視聴覚教室・合同講義室・化学/物理/応用物理実験室などがある。他に情報教育センター、食堂などもある。

### 図書館
蔵書数は約80000冊とかなり大型である。他に314種もの雑誌も置いてある。開架式の閲覧室・ブラウジングルーム・視聴室など設備も揃っている。神戸高専図書館は開放しており、神戸市民も利用する事が可能である。一般開放しているのは、科学に対する理解を得るためである。

## 学校施設（体育関係）

### 屋外施設
運動場・テニスコート・弓道場・アーチェリー場があり運動場は広大である。
部活動以外でも、神戸高専では体育に格技である剣道を導入している。

### 屋内施設
体育館・小体育館・トレーニングルーム・武道場がある。
25mの8コースを備えたプールがある（下級生(1〜2年生)の水泳の授業は2クラス合同で行い、上級生(3〜4年生)の水泳の授業は3クラス合同で行う為、女子が1レーン使用し、残りのレーンを男子で分けて利用する）。

## 学校施設（その他）
食堂
神戸高専生協が営業開始後大きくメニューが変更された。
生協
文房具・菓子・アイス・パン・デザート・弁当・生ハム・ジュース・エナジードリンク・パソコン・レポート用紙・授業用品・SDカード・イヤホン・アマゾンギフトなどが販売されている。

## 入試形態
募集人数は機械工学科のみが80名であり、他の学科は全て各40名である。
入試は推薦選抜と学力検査選抜によって行われ、推薦選抜は毎年1月下旬、学力検査選抜は2月中旬に行われる。学力検査選抜で使用される試験問題は全国の高専と共通であり、入試日も同じである為に、他の高専と併願する事は出来ない。合格最低点は学科によっても異なるが、公表されていない為不明である。一般的には75%程度取れれば合格であるといわれている。
試験科目は、国立高専と異なり数学・国語・英語・理科の4科目である。社会の試験は実施していない。マークシート方式を平成28年度入試より採用。

## 校内規定
神戸高専は他の高専同様服装・校則等は自由であり、制服も定めていないので、私服でも良い。ただし標準服は存在する。
神戸高専には本科に高校1年から大学2年に相当する15-20歳の学生が、専攻科には大学3年から4年に相当する21-22歳の学生が在籍しているが、未成年が多いこともあって法的に飲酒・喫煙が可能な年齢であっても飲酒は校内では禁止、喫煙は本科生のみ校内・校外共に禁止である。

## 学校補足
- 合格者は合格者招集に参加する必要があるが、日程が兵庫県内の公立高等学校入試と重なっているため、公立を受験することは事実上不可能である。
- 機械工学科のみ80名で2クラスで、他の学科は40名1クラスなので一切クラス替えは行わない。また機械工学科は3年次に一度だけクラスを変更するが、これはさらに専門分野に分かれるためである。かつては電気工学科も80名2クラスであり、機械工学科と同様にクラス替えが行われていた。
- 神戸高専では他の高専と同様に生徒ではなく学生として扱う。学生とは、自ら学ぼうとする者という意味である。

## 著名な卒業生
- 井川修司（お笑いタレント、イワイガワ）
- 中井和哉（声優）
- 西浦博（医師、医学者、保健学者、京都大学教授）
- 益一哉 (電子通信工学者、東京工業大学学長）
- ラムダ（Youtuber）[4]

## 著名な教職員
- 木下栄蔵（工学者、名城大学名誉教授）